# Jeřmaň
Jeřmaň je vesnice, část obce Bouzov v okrese Olomouc. Nachází se asi 2,5 km na sever od Bouzova. V roce 2009 zde bylo evidováno 51 adres. V roce 2001 zde trvale žilo 114 obyvatel.
Jeřmaň je také název katastrálního území o rozloze 1,04 km2.

## Název
Jméno vesnice (původně mužského rodu) bylo odvozeno od osobního jména Jeřman, což byla varianta jména Hermann. V němčině se ves zpočátku jmenovala Hermannsdorf ("Hermanova ves"), potom se užívaly hláskové varianty českého jména.

## Historie
V obci dříve stával vodní mlýn.
Na katastru obce se dříve těžila železná ruda, horníci pracující v dolech byli ubytovaní v zájezdním hostinci Šalanda v nedalekých Dolech.

## Obyvatelstvo

### Struktura
Vývoj počtu obyvatel za celou obec i  za jeho jednotlivé části uvádí tabulka níže, ve které se zobrazuje i příslušnost jednotlivých částí k obci či následné odtržení. 
| Místní části   | Místní části | 1869 | 1880 | 1890 | 1900 | 1910 | 1921 | 1930 | 1950 | 1961 | 1970 | 1980 | 1991 | 2001 | 2011 |
| -------------- | ------------ | ---- | ---- | ---- | ---- | ---- | ---- | ---- | ---- | ---- | ---- | ---- | ---- | ---- | ---- |
| Počet obyvatel | část Jeřmaň  | 162  | 174  | 166  | 152  | 175  | 166  | 158  | 139  | 144  | 143  | 124  | 101  | 114  | 102  |
| Počet domů     | část Jeřmaň  | 25   | 29   | 31   | 30   | 32   | 33   | 35   | 40   | -    | 40   | 32   | 36   | 39   | 41   |